# Karl Attenhofer (Musiker)
Karl Attenhofer (auch Carl Attenhofer; * 5. Mai 1837 in Wettingen; † 22. Mai 1914 in Zürich) war ein schweizerischer Komponist, Dirigent, Sänger, Organist und Universitätsmusikdirektor.

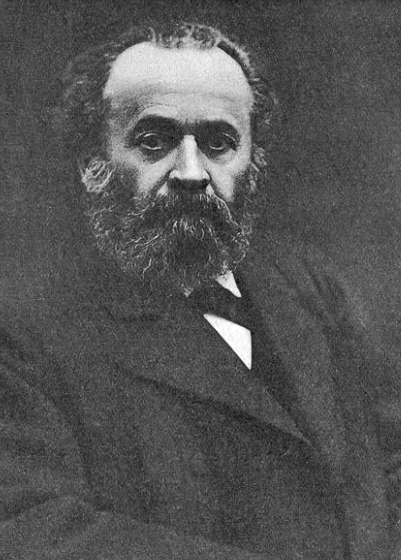
Karl Attenhofer

## Leben
Attenhofers Vater war der aus Zurzach zugewanderte Wettinger Klosterschankwirt, die Mutter des Erstgeborenen die einheimische Rosa Käuffler. Zunächst spielte er Flöte, später war er in der Badener Kadettenmusik der Erste Trompeter. Vom Seminarmusiklehrer Johann Daniel Elster wurde er zum Klavier- und Geigenspiel angehalten. Um Französisch zu lernen, hielt er sich 1854 in Neuenburg auf und erhielt von L. Kurz Klavier- und Violinenunterricht. Mit 17. Jahren leitete er in Neuenburg seinen ersten Männerchor, die Gesangssektion des Grütlivereins.
1857/1858 studierte er an der Musikhochschule Leipzig bei Ernst Friedrich Richter und Benjamin Robert Papperitz (1826–1903) Musiktheorie und Komposition, Engelbert Röntgen unterrichtete ihn im Fach Violine und Konrad Schleinitz (1802–1881) in Gesang.
In den 1860er Jahren verpflichtete er sich als Sänger, Cembalist, Musikpädagoge, Dozent, Organist und Dirigent in Muri, Wohlen und Rapperswil, ab 1866 in Zürich, wo ihm 1889 die Universität Zürich für sein Wirken als Universitätsmusikdirektor den Ehrendoktortitel verlieh.

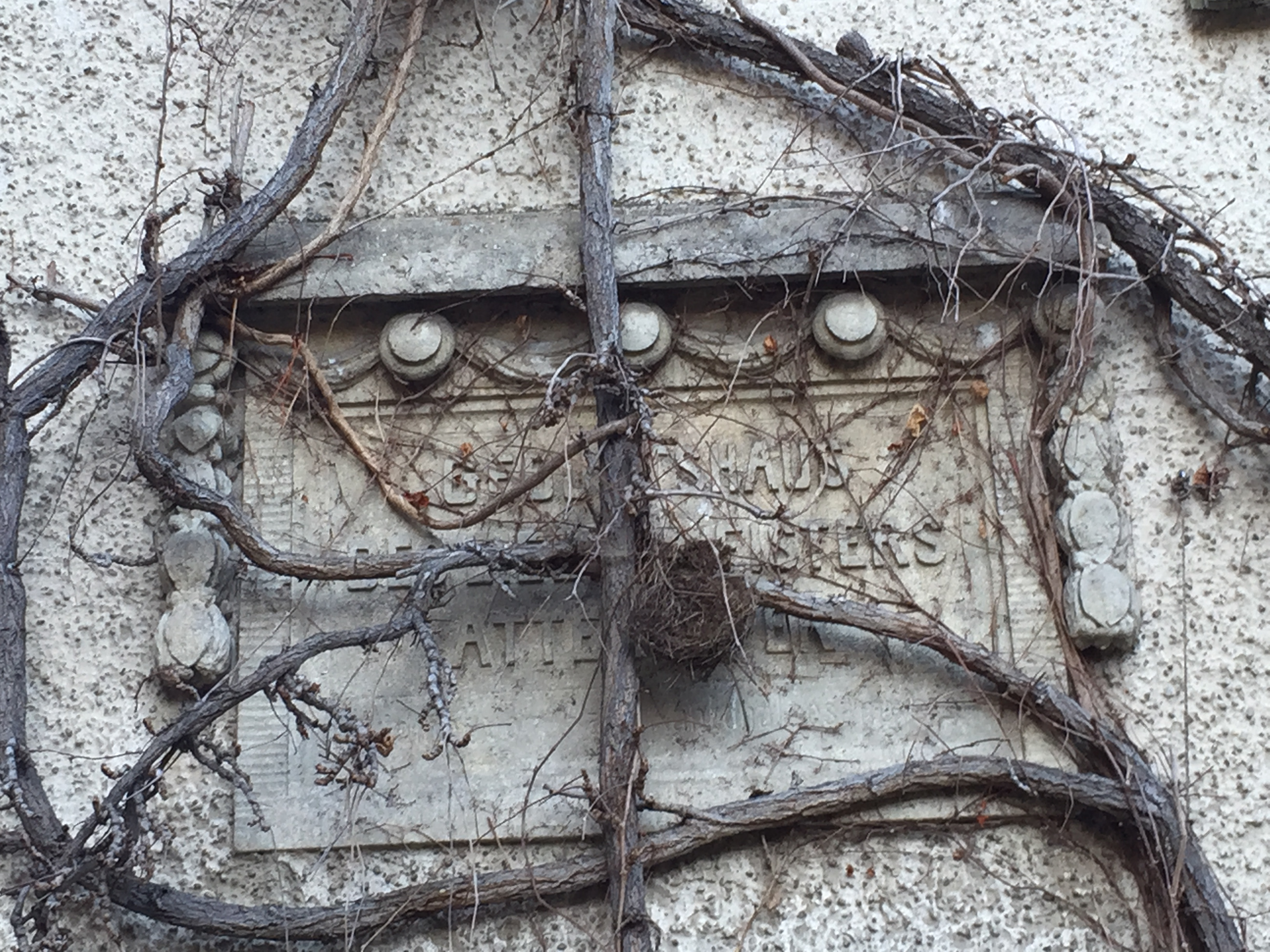
Gedenktafel am Geburtshaus in Wettingen

In Rapperswil wurde 1867 Michael Eduard Surläuly der Nachfolger von Attenhofer. Ein Ehrengrab auf dem Friedhof Enzenbühl, eine Tafel an seinem Geburtshaus und eine Attenhoferstrasse in seiner Geburtsstadt Wettingen, in Rapperswil-Jona sowie im Zürcher Stadtkreis 7 erinnern an ihn.

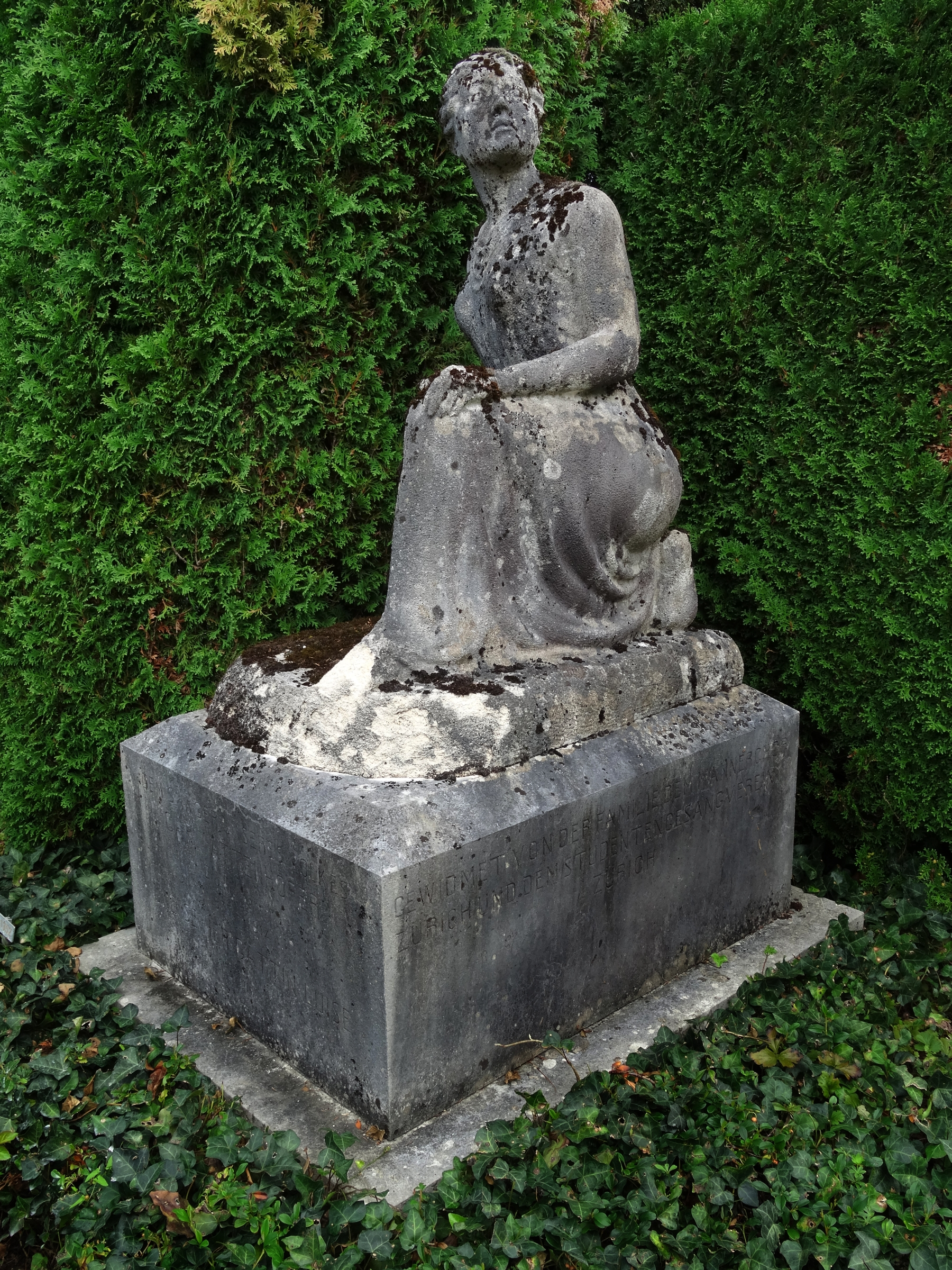
Grab, Friedhof Enzenbühl, Zürich

Der Männerchor Zürich, den Attenhofer neben anderen Chören leitete, widmete ihm im Juni 1914 eine reich illustrierte Sonderausgabe seines Vereinsblattes, die Attenhofer-Nummer, welche neben der detaillierten Würdigung seines Wirkens als Komponist und Chorleiter auch einen Nachruf des Musikkritikers Ernst Isler aus der Neuen Zürcher Zeitung enthält. 
Otto Uhlmann fand 1980 im Grabfeld von Attenhofer seine letzte Ruhestätte auf dem Friedhof Enzenbühl in Zürich.

## Werk
Attenhofer schuf 800 Kompositionen, darunter hauptsächlich Instrumentalwerke, Deutsche Messen, Kantaten und Liederzyklen und vom vaterländischen Geist inspirierten Männerchorgesänge.
Karl Attenhofers Messkompositionen in lateinischer sowie deutscher Sprache sind dem Cäcilianismus verpflichtet, in dem typisch romantische Harmonik und Chromatik mit Formen früherer Stilepochen kombiniert werden. Anders als bei anderen Komponisten seiner Zeit beschränkt sich er aber nicht nur auf die Gregorianik und den Barock, Attenhofer implementiert auch Passagen im Stil der Wiener Klassik. Sein Repertoire schliesst auch Fugen und Doppelfugen mit ein, die er allerdings nicht auskomponiert.
Attenhofers Arbeiten werden heute als grundsolide betrachtet, er als ein Meister seiner Zeit. An einigen Stellen seiner Messen arbeitet er kongenial, in dem er die Ebene des soliden Handwerks verlässt, die ihn dann an Josef Gabriel Rheinberger oder Johannes Brahms erinnern lassen. Gelegentlich finden sich in der lautmalerischen Art der Chorlinien Reminiszenz an Johann Sebastian Bach so etwa das Crucifixus im Credo der Messe op. 87, Takt 40 ff.